# Ganggrab Sillehøj

Lage von Ibsker

Das Ganggrab Sillehøj (auch Rageskovsgård oder Raageskovgaard genannt) liegt östlich der Paradisbakkerne, bei Ibsker, nordwestlich von Nexø, auf der dänischen Insel Bornholm. Es wurde während der Jungsteinzeit, vor etwa 5000 Jahren von Mitgliedern der Trichterbecherkultur (TBK) gebaut. Das Ganggrab (dänisch Jættestue) ist eine Bauform jungsteinzeitlicher Megalithanlagen, die aus einer Kammer und einem baulich abgesetzten, lateralen Gang besteht. Diese Form ist primär in Dänemark, Deutschland und Skandinavien, sowie vereinzelt in Frankreich und den Niederlanden zu finden.

## Beschreibung
Der Sillehøj ist ein etwa 3,5 m hoher bewaldeter Hügel von etwa 21 m Durchmesser, in dem sich ein Nordwest-Südost orientiertes, trapezoides Ganggrab mit einem, von einst mindestens drei Decksteinen in situ befindet. Herausgerissenes Zwischenmauerwerk liegt auf dem mit einer Erdschicht bedeckten Steinhügel, vor allem östlich der Kammer. Die etwa rechteckige Kammer besteht aus 11 Tragsteinen. Zwischen zwei Steinen im Westen fehlt das Zwischenmauerwerk, was zum Eindringen von Hügelerde im Bodenbereich der etwa 3,8 m langen und 1,5 m breiten Kammer geführt hat. Der Gang, dessen Tragsteine weitgehend von Erde bedeckt sind, wird nur am hinteren Ende von Decksteinen bedeckt. 